# Mitsuo Kato
Mitsuo Kato (Japó, 22 de gener de 1953) és un exfutbolista japonès.

## Selecció japonesa
Mitsuo Kato va disputar 1 partits amb la selecció japonesa.